# Firmin Vandenbosch

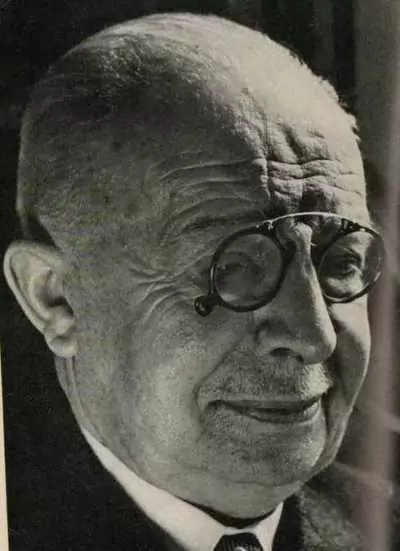
Firmin van den Bosch

Firmin van den Bosch, officieel Josephus Maria Remigius Firminus Vandenbosch (Peer, 19 december 1864 - Sint-Gillis, 20 januari 1949), was een Belgisch magistraat en een Franstalig letterkundige, telg uit het geslacht Van den Bosch.

## Schrijfwijze van de naam
De familienaam van Firmin Vandenbosch wordt vaak geschreven als "van den Bosch". "Vanden Bosch" is de schrijfwijze in zijn huwelijksaankondigingen (bewaard in de Universiteitsbibliotheek Gent) en in zijn boek Sur le forum et dans le bois sacré, maar "Vandenbosch" in zijn geboorteakte en zijn huwelijksakte. Zijn kinderen daarentegen worden alleen onder de naam "van den Bosch" vermeld.

## Biografie
Van den Bosch was een zoon van Pieter Vanden Bosch en Maria Duvivier. Hij trouwde in 1893 met Anna De Volder (1870-1956). Ze kregen vijf kinderen, onder wie de latere diplomaat Jean van den Bosch. In 1933 werd hij in de erfelijke adelstand opgenomen met een bij eerstgeboorte overdraagbare baronstitel.
Hij deed zijn studies aan het Kleinseminarie van Sint-Truiden, aan de universitaire faculteiten van Namen en aan de (Franstalige) Rijksuniversiteit Gent, waar hij promoveerde tot doctor in de rechten. Hij schreef zich vervolgens in aan de Gentse balie. Hij was twintig toen hij vriendschap aanknoopte met Max Waller, die hem introduceerde in de groep La Jeune Belgique, waar hij kennis maakte met Eugène Demolder, Gilkin, Georges Eekhoud, Albert Giraud en de gebroeders Jules en Olivier Destrée. 
Vandenbosch was een overtuigd katholiek en verliet weldra La Jeune Belgique die 'de kunst om de kunst' verdedigde, daar waar zijn principes hem dreven naar 'de kunst voor God'. Hij werkte mee aan tijdschriften zoals L'Impartial en Magasin littéraire. Hij vormde weldra een tandem met Henry Carton de Wiart op de katholieke congressen in Mechelen, waar een groep jonge intellectuelen zich manifesteerde. Na mee te hebben gewerkt als hoofdredacteur van het tijdschrift Le Drapeau, dat na een jaar verdween vanwege interne spanningen, stichtte hij samen met Carton de Wiart en priester Henry Mœller de groep Durendal, die een belangrijke rol zou spelen op het vlak van katholieke kunst en cultuur.
In 1901 werd hij procureur des Konings in Dendermonde en in 1906 advocaat-generaal bij het hof van beroep in Gent. In 1910 werd hij tot procureur-generaal benoemd bij de Gemengde rechtbanken van Egypte.
Na te hebben meegewerkt aan een nieuwe grondwet voor Egypte, waarbij hij de Belgische Grondwet als inspiratiebron nam, trad hij op als bemiddelaar in een geschil tussen koning Foead I en zijn eerste minister. Tijdens de Eerste Wereldoorlog werd hij door de Belgische regering met een propagandaopdracht naar Griekenland gestuurd. Na de oorlog keerde hij naar Egypte terug. Hij stichtte er een volkshogeschool en zat er een commissie voor die de ontwikkeling van de haven van Alexandrië bestudeerde. Hij was tevens vicevoorzitter van de Fondation Égyptologique Reine Élisabeth en bestuurder van de Société archéologique d'Alexandrie.
In 1930 keerde hij terug naar België. Hij werkte voortaan uitsluitend als letterkundige en stichtte de Scriptores catholici, als ontmoetingsplaats voor gelijkgezinden.
In 1936 werd hij tot lid gekozen van de Académie royale de langue et de littérature françaises de Belgique.

## Publicaties
Vandenbosch publiceerde in heel wat tijdschriften: La Revue belge, La Belgique artistique et littéraire, La Lutte, La Vie intellectuelle, Revue générale.
Hij publiceerde talrijke boeken:
- Coups de plume, 1892, een polemisch geschrift, waarin hij zijn talenten als polemist liet ontdekken.
- Essais de critique catholique, 1898, een panorama lopende van Ferdinand Brunetière tot Joris-Karl Huysmans, van Léon Tolstoï tot Léon Bloy, maar ook over Belgische auteurs: Emile Verhaeren, Eugène Demolder, Edmond Picard, Guido Gezelle, Georges Rodenbach, Waller en La Jeune Belgique.
- Le Crime de Luxhoven, 1908, een verhaal over een tragische verkrachting en moord, vervolledigd met een psychologische studie.
- Littérature d'aujourd'hui, 1909, opinies over literatuurcritici zoals Henry Bordeaux en Louis Dumont-Wilden en romanschrijvers zoals Maurice Barrès, Virrès en Léopold Courouble).
- Les Lettres et la vie, 1912.
- Boeken over reisherinneringen:
  - Sous le bleu. Impressions d'Italie, 1892.
  - Le long de ma route. Égypte-Palestine-Grèce, 1924.
- Sur l'écran du passé, 1931, over ontmoetingen met Barbey d'Aurevilly, Villiers de l'Isle-Adam, Paul Verlaine, Edmond de Goncourt, Georges Rodenbach of Emile Verhaeren.
- Vingt années d'Égypte, 1932.
- Sur le forum et Dans le bois sacré. Portraits Politiques et Littéraires, 1934, over 39 mannen uit het politieke en literaire leven, waaronder Charles Woeste, Paul Janson en Paul Hymans, van Davignon tot Marlow, van Charles d'Ydewalle tot Jean Moréas.
- Ceux que j'ai connus, 1940, over politici en literatoren.
- Aphorismes du temps présent, 1942, ironische filosofie.
- La Tentation de l'Orient, 1944.
- Vagabondages littéraires, 1944, zijn ultieme overpeinzingen over onder meer Joris-Karl Huysmans, Ernest Renan, Alphonse de Lamartine en Pierre Benoit.